# OTS 44
OTS 44 je hnědý trpaslík nebo volně se pohybující planetární objekt, nacházející se ve vzdálenosti asi 530 světelných let (162,5 pc) v souhvězdí Chameleona poblíž reflexní mlhoviny IC 2631. Je jedním z nejméně hmotných známých volně se pohybujících substelárních objektů s přibližnou hmotností 11,5krát vyšší než má Jupiter, což je zhruba 1,1 % hmotnosti Slunce.
Jeho poloměr se odhaduje na 3,2 nebo 3,6 násobek poloměru Jupitera.

## Objev
OTS 44 byl objeven v roce 1998 výzkumníky Oasou, Tamurou a Sugitanim jako člen oblasti formování hvězd Chamaeleon I. Hluboký infračervený průzkum regionu umožnil identifikaci tohoto substelárního objektu, který by jinak nebyl viditelný v optickém spektru.

## Protoplanetární disk
Na základě infračervených pozorování pomocí Spitzerova vesmírného dalekohledu a Herschelovy vesmírné observatoře OTS 44 vykazuje infračervený přebytek, což naznačuje přítomnost prachového disku. Tento disk, tvořený prachem a částicemi ledu a kamene, má odhadovanou hmotnost asi 30 hmotností Země. Spektrografem SINFONI na Very Large Telescope bylo prokázáno, že disk akumuluje hmotu rychlostí přibližně 10−11 hmotnosti Slunce za rok.
Disk byl také detekován na milimetrových vlnových délkách pomocí ALMA. Analýza prachových částic naznačuje, že jejich velikosti se pohybují od mikrometrů po milimetry, což odpovídá raným fázím tvorby planetárních soustav.

## Význam
OTS 44 je významným objektem pro studium vzniku hvězd a planetárních systémů v okolí substelárních objektů. Přítomnost disku naznačuje, že mechanismy tvorby planet mohou probíhat i u objektů s velmi nízkou hmotností, což rozšiřuje naše chápání vzniku planetárních soustav.